# The Madden Brothers
The Madden Brothers — американская поп-рок-группа, в состав которой входят братья Джоэл и Бенджи Мэддены, которые также являются основателями рок-группы Good Charlotte.

## История создания
Братья-близнецы Джоэл и Бенджи Мэддены официально создали группу The Madden Brothers в 2014 году как свой собственный, отдельный от Good Charlotte проект, однако они начали работать над ним ещё в 2011 году, когда захотели найти новое звучание в музыке. Вскоре они выпустили бесплатный микстейп под названием Before — Volume One в октябре 2011. Туда вошли совместные треки с такими артистами как Casey Veggies, Wiz Khalifa, Machine Gun Kelly, Rockie Fresh и The Cool Kids. Братья отметили, что создали эту пластинку просто ради удовольствия и веселья, которые приносит музыка.
Джоэл и Бенджи начали работать с продюсером Фарреллом Уильямсом и планировали выпустить альбом в конце 2012 года. Им не удалость это сделать, но оба продолжили работу над проектом. Наконец, в июне 2014 года The Madden Brothers выпустили свой первый сингл. Трек «We Are Done» поступил в регулярную ротацию большинства радиостанций и возглавил чарты Billboard и Alternative Radio. По словам Бенджи Мэддена, они написали эту песню, чтобы вдохновить людей постоять за себя, без страха высказывать собственное мнение. Эта песня входит в первый альбом Greetings from California, релиз которого запланирован на 16 сентября 2014 года.
Братья Мэддены были тренерами в первом сезоне детской версии шоу The Voice в Австралии.

## Участники
| - Джоэл Мэдден — главный вокал - Бенджи Мэдден — вокал, гитара - Дин Баттеруорт — ударные - Серж Дмитриевич — бас-гитара - Винтц Шуерман — гитара |

## Дискография

### Студийные альбомы
| Название                  | Подробности                                                                           |
| ------------------------- | ------------------------------------------------------------------------------------- |
| Greetings from California | - Дата: 12 сентября 2014 (AUS) - Лейбл: Capitol - Формат: CD, LP, интернет-скачивание |

### Микстейпы
| Название            | Подробности                                                              |
| ------------------- | ------------------------------------------------------------------------ |
| Before — Volume One | - Дата: 11 ноября 2011 - Лейбл: LosMaddens - Формат: интернет-скачивание |

### Синглы
| Название      | Год  | Топовые позиции в чартах | Топовые позиции в чартах | Сертификаты                               | Альбом                    |
| Название      | Год  | Австралия                | Новая Зеландия           | Сертификаты                               | Альбом                    |
| ------------- | ---- | ------------------------ | ------------------------ | ----------------------------------------- | ------------------------- |
| «We Are Done» | 2014 | 1                        | 1                        | - ARIA: 2х платиновый - RIANZ: платиновый | Greetings from California |